# Эшно-ле-Сек
Эшно́-ле-Сек (фр. Échenoz-le-Sec) — коммуна во Франции, находится в регионе Франш-Конте. Департамент — Верхняя Сона. Входит в состав кантона Монбозон. Округ коммуны — Везуль.
Код INSEE коммуны — 70208.

## География

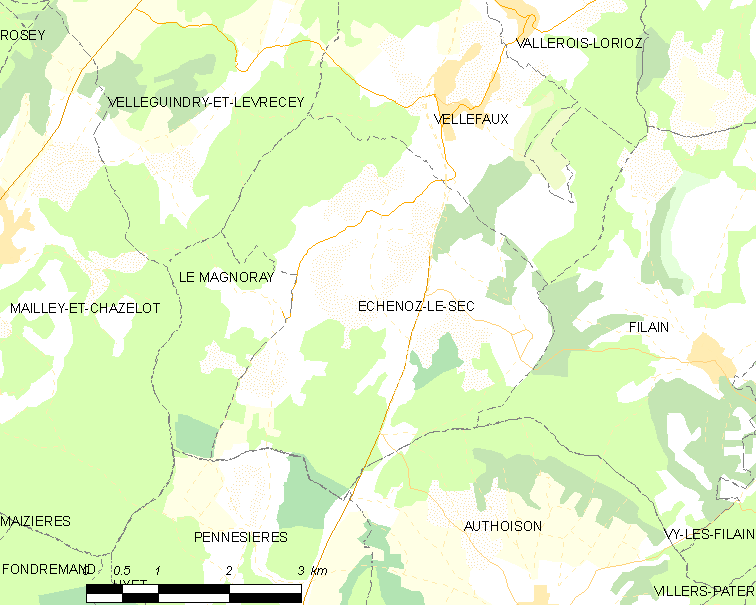
Карта коммуны

Коммуна расположена приблизительно в 320 км к юго-востоку от Парижа, в 34 км севернее Безансона, в 10 км к югу от Везуля.

## Население
Население коммуны на 2010 год составляло 309 человек.
| 1962 | 1968 | 1975 | 1982 | 1990 | 1999 | 2010 |
| ---- | ---- | ---- | ---- | ---- | ---- | ---- |
| 144  | 159  | 166  | 255  | 263  | 282  | 309  |

## Экономика
В 2010 году среди 214 человек трудоспособного возраста (15—64 лет) 168 были экономически активными, 46 — неактивными (показатель активности — 78,5 %, в 1999 году было 71,8 %). Из 168 активных жителей работало 156 человек (86 мужчин и 70 женщин), безработных было 12 (6 мужчин и 6 женщин). Среди 46 неактивных 18 человек были учениками или студентами, 19 — пенсионерами, 9 были неактивными по другим причинам.

## Достопримечательности
- Дольмен Грос-Пьер («Большой камень»; эпоха неолита). Исторический памятник с 1979 года[3]